# Teresa Małaczyńska
Teresa Małaczyńska (ur. 1936 we wsi Majówka na Wołyniu) – polska strzelczyni i trener.

## Życiorys
W 1945 roku wraz z falą repatriantów trafiła z rodzicami do osady Dzików koło Ligoty Prószkowskiej. Jej ojciec, z zawodu leśnik, znalazł tu pracę. Towarzyszyła ojcu na polowaniach i, jak wspomina, chyba wówczas zrodziła się strzelecka pasja.
Absolwentka II LO w Opolu. Pracowała w wydziale oświaty na stanowisku kierownika ośrodka metodycznego. W 1955 roku zorganizowała strzelnicę na poddaszu budynku (dzisiaj Politechniki Opolskiej) przy ul. Luboszyckiej. Oświatowa przygoda trwała tylko rok, bo w 1956 roku jej poczynaniami zainteresowali się działacze Ligi Przyjaciół Żołnierza, proponując jej pracę, w której mogła realizować swą pasję strzelecką i swoje umiejętności przekazywać innym. W 1962 roku zaczęła pracować z młodzieżą i zawodnikami "Gwardii Opole".
Jej pierwsze sukcesy sportowe to drugie miejsce w I Ogólnopolskiej Spartakiadzie Strzeleckiej w 1953 roku. Dwa lata później, jako zawodnik Towarzystwa Przyjaciół Żołnierzy, pojechała do Chin, na zawody pokrewnych organizacji krajów socjalistycznych.
Następnie była zawodniczką Gwardii Opole.
Od 1990 roku na emeryturze. Zajęła się działką, by po dwóch latach wrócić do pracy z młodzieżą, by zostać trenerką opolskiego klubu LOK Vetrim.

## Przynależność do organizacji
Jest członkiem zarządu Opolskiego Związku Strzelectwa Sportowego (wiceprezes ds. szkolenia), a także jako współpracująca trenerka I kl. kadry szkoleniowej Polskiego Związku Strzelectwa Sportowego.

## Nagrody i wyróżnienia
Teresa Małaczyńska, jako zasłużona dla sportu strzeleckiego otrzymała między innymi:
- nominację w kategorii "Trener roku" (2010)[9],
- tytuł Mecenasa Opolskiego Sportu (2018)[10],
- odznakę honorową „Za Zasługi dla Województwa Opolskiego” (2018)[11],
- tytuł "Zasłużony Obywatel Miasta Opola" (2019)[12].